# 圆叶丛菔
圆叶丛菔（学名：Solms-laubachia orbiculata）为十字花科丛菔属下的一个种。

## 扩展阅读
- 維基物種上的相關：圆叶丛菔